# 马务站
马务站是广州地铁14号线的在建车站，位于中国广东省广州市白云区黄石东路机场路口东南角。

## 车站结构

### 车站楼层
本站共设有三层，车站全长140米。地面为车站各出入口，周边为机场路及机场高速高架桥、黄石立交、黄石路、白云区人民法院及邻近建筑；地下一层为站厅，地下二层为车站设备层，地下三层为14号线站台。因周边环境复杂，车站主体结构大部分采用盖挖法施工。
| 地下一层 | 站厅                       | 售票機、客服中心、商店、警务室、安检设施 |  |  |
| 地下二层 | 设备层                     | 车站设备                                 |  |  |
| 地下三层 | 2 站台                     | █14号线 广州火车站方向（下站：新市墟）   |  |  |
|          | 岛式站台（卫生间、母婴室） |                                          |  |  |
|          | 1 站台                     | █14号线 东风方向（下站：鹤边）           |  |  |

### 站台
本站设有一个島式月台，位于机场路东侧的地底。

## 历史
14号线二期原规划在本站南侧设黄石路站；后线路增加多个车站，原黄石路站南移成为新市墟站，并在原黄石路站北侧增本站，最终14号线二期批复，本站落实建设，本站在此期间被命名为马务站。2025年7月，广州市交通运输局公示14号线二期初定站名，本站维持现有名称。但本站实际更靠近名为黄石的地点，因此有网民建议本站定名为「黄石站」，「马务站」站名则留待本站东侧的24号线现名为黄石站的车站使用。
车站于2023年10月完成底板封底，2024年3月主体结构封顶，2025年7月完成“三权”移交。

## 未来发展
规划中的29号线设有马务站，本站已预留换乘通道接口。